# Mangrove Cay
Mangrove Cay è un'isola e un distretto delle Bahamas situata al largo delle isole Abaco. 